# Олекас, Юозас Ионович
Юозас Ионович Олекас — советский военный деятель, организатор и участник партизанского движения в Великой Отечественной войне.

## Биография
Родился в 1912 году в Кудиркос-Науместисе. Член КПСС.
В межвоенное время — член Вилкавишского подпольного комитета ЛКСМ Литвы, политзаключенный, секретарь Науместского горкома, секретарь Рокишкского укома КП Литвы, заведующий отделом газеты «Komjaunimo tiesa».
Участник Великой Отечественной войны: политрук в составе 16-й стрелковой дивизии, начальник штаба партизанского отряда «Маргирио», секретарь подпольного комитета ЛКСМ Южной области Литовской ССР, комиссар партизанского отряда «Dainavos partizano»
В 1944—1946 гг. — слушатель ВПШ при ЦК ВКП(б).
В 1947—1950 гг. — первый секретарь Марьямпольского укома КП(б) Литвы.
В 1950—1951 гг. — секретарь Каунасского обкома КП(б) Литвы.
В 1951—1954 гг. — аспирант АОН при ЦК КПСС.
В 1954—1959 гг. — заведующий отделом ЦК КП Литвы.
В 1959—1966 гг. — проректор Литовской сельскохозяйственной академии.
Постановлением Госсовета ПНР от 17.01.1964 за номером 0/27 был удостоен Серебряного Креста Virtuti Militari.
В 1966—1980 гг. — заведующий кафедрой экономики и бухгалтерского учёта Литовской сельскохозяйственной академии.
Умер после 1985 года.

## Награды
- Орден Красного Знамени (1945)
- Орден Отечественной войны II степени (1985)
- Орден Трудового Красного Знамени (1950)
- Орден Знак Почёта (1958)